# クロベンケイガニ
クロベンケイガニ（黒弁慶蟹、学名 Orisarma dehaani）は、十脚目ベンケイガニ科に分類されるカニの1種。クロベンケイガニ属 Orisarma Schubart & P.K.L. Ng, 2020 のタイプ種。東アジアの固有種で、主に河川の下流～河口域に生息する。

## 分布
日本（太平洋側は宮城県以南、日本海側は青森県以南の本州、四国、九州、南西諸島）、朝鮮半島、台湾、中国沿岸南部に分布する。過去に東京都小笠原諸島から記録されたものは別種オガサワラクロベンケイガニの誤認。

## 形態
最大で甲幅42mmほどになる。
頭胸甲（甲羅）の両側縁はほぼ平行で、全体は概ね四角形、表面は滑らか。眼窩外縁には前方に尖る歯があるが、それより後方の前側縁には歯がないかあっても痕跡的で、ベンケイガニにあるような明瞭な歯はない。
鉗脚（ハサミ脚）は左右同大、オスで大きく、メスではやや小さい。指節（ハサミの動く部分）以外は多数の顆粒で覆われ、長節（背面から見て付根に見える節）の内側には毛列がある。
歩脚には長い剛毛が多く、長節（太腿に見える節）の先端の少し手前の前縁に小さい切れ込みがあり、1棘を作る。
体色は褐色、茶褐色、黒褐色などやや変異があり、鉗脚は先端は淡色で、それより手前は紫褐色～紫色、その表面の顆粒は淡黄色。

## 生態
海岸の塩性湿地や川辺の草地、湿地付近に生息し、活動時以外は岩場の隙間や泥に掘った穴などに潜み、海から数キロ離れた場所に見られることもある。
川の流れの中や川底の木の葉や岩の周りを素早く泳ぐ。群れて過ごしていることが多い。抱卵期7月～8月。主に陸上で暮らし、産卵期にのみ川辺に行きゾエアと呼ばれる泳ぐ幼生を水中に放つ。また、田んぼの畦に穴を開け水もれを引き起こすこともある。
天敵は人間、魚類、サギ、イノシシ、イタチ。